# Lijst van bewindslieden voor de PvdA
Dit is een chronologische lijst van bewindslieden voor de PvdA. Het betreft alle politici die voor de Partij van de Arbeid minister of staatssecretaris in een Nederlands kabinet zijn geweest.
| Bewindspersoon                 | Post                         | Portefeuille                                                   | Kabinet                    | Jaar      |
| ------------------------------ | ---------------------------- | -------------------------------------------------------------- | -------------------------- | --------- |
| Wim Schermerhorn               | Minister-president           | Algemene Zaken                                                 | kabinet-Schermerhorn-Drees | 1945-1946 |
| Gerard van der Leeuw           | Minister                     | Onderwijs, Kunst en Wetenschappen                              | kabinet-Schermerhorn-Drees | 1945-1946 |
| Piet Lieftinck                 | Minister                     | Financiën                                                      | kabinet-Schermerhorn-Drees | 1945-1946 |
| Piet Lieftinck                 | Minister                     | Financiën                                                      | kabinet-Beel I             | 1946-1948 |
| Piet Lieftinck                 | Minister                     | Financiën                                                      | kabinet-Drees-Van Schaik   | 1948-1951 |
| Piet Lieftinck                 | Minister                     | Financiën                                                      | kabinet-Drees I            | 1951-1952 |
| Hendrik Vos                    | Minister                     | Handel en Nijverheid                                           | kabinet-Schermerhorn-Drees | 1945-1946 |
| Hendrik Vos                    | Minister                     | Verkeer                                                        | kabinet-Beel I             | 1946      |
| Hendrik Vos                    | Minister                     | Openbare Werken en Wederopbouw                                 | kabinet-Beel I             | 1946-1947 |
| Sicco Mansholt                 | Minister                     | Landbouw, Visserij en Voedselvoorziening                       | kabinet-Schermerhorn-Drees | 1945-1946 |
| Sicco Mansholt                 | Minister                     | Landbouw, Visserij en Voedselvoorziening                       | kabinet-Beel I             | 1946-1948 |
| Sicco Mansholt                 | Minister                     | Landbouw, Visserij en Voedselvoorziening                       | kabinet-Drees-Van Schaik   | 1948-1951 |
| Sicco Mansholt                 | Minister                     | Landbouw, Visserij en Voedselvoorziening                       | kabinet-Drees I            | 1951-1952 |
| Sicco Mansholt                 | Minister                     | Landbouw, Visserij en Voedselvoorziening                       | kabinet-Drees II           | 1952-1956 |
| Sicco Mansholt                 | Minister                     | Landbouw, Visserij en Voedselvoorziening                       | kabinet-Drees III          | 1956-1958 |
| Willem Drees                   | Minister                     | Sociale Zaken                                                  | kabinet-Schermerhorn-Drees | 1945-1946 |
| Willem Drees                   | Minister                     | Sociale Zaken                                                  | kabinet-Beel I             | 1946-1948 |
| Willem Drees                   | Minister-president           | Algemene Zaken                                                 | kabinet-Drees-Van Schaik   | 1948-1951 |
| Willem Drees                   | Minister-president           | Algemene Zaken                                                 | kabinet-Drees I            | 1951-1952 |
| Willem Drees                   | Minister-president           | Algemene Zaken                                                 | kabinet-Drees II           | 1952-1956 |
| Willem Drees                   | Minister-president           | Algemene Zaken                                                 | kabinet-Drees III          | 1956-1959 |
| Johann Heinrich Adolf Logemann | Minister                     | Overzeese Gebiedsdelen                                         | kabinet-Schermerhorn-Drees | 1945-1946 |
| Lambertus Neher                | Minister                     | Wederopbouw en Volkshuisvesting                                | kabinet-Beel I             | 1947-1948 |
| Joris in 't Veld               | Minister                     | Wederopbouw en Volkshuisvesting                                | kabinet-Beel I             | 1948      |
| Joris in 't Veld               | Minister                     | Wederopbouw en Volkshuisvesting                                | kabinet-Drees-Van Schaik   | 1948-1951 |
| Joris in 't Veld               | Minister                     | Wederopbouw en Volkshuisvesting                                | kabinet-Drees I            | 1951-1952 |
| Jan Anne Jonkman               | Minister                     | Overzeese Gebiedsdelen                                         | kabinet-Beel I             | 1946-1948 |
| Dolf Joekes                    | Minister                     | Sociale Zaken                                                  | kabinet-Drees-Van Schaik   | 1948-1951 |
| Dolf Joekes                    | Minister                     | Sociale Zaken                                                  | kabinet-Drees I            | 1951      |
| Dolf Joekes                    | Minister                     | Sociale Zaken en Volksgezondheid                               | kabinet-Drees I            | 1951-1952 |
| Nico Blom                      | Staatssecretaris             | Buitenlandse Zaken                                             | kabinet-Drees-Van Schaik   | 1950-1951 |
| Nico Blom                      | Staatssecretaris             | Buitenlandse Zaken                                             | kabinet-Drees I            | 1951-1952 |
| Arie Adriaan van Rhijn         | Staatssecretaris             | Sociale Zaken                                                  | kabinet-Drees-Van Schaik   | 1950-1951 |
| Arie Adriaan van Rhijn         | Staatssecretaris             | Sociale Zaken                                                  | kabinet-Drees I            | 1951      |
| Arie Adriaan van Rhijn         | Staatssecretaris             | Sociale Zaken en Volksgezondheid                               | kabinet-Drees I            | 1951-1952 |
| Arie Adriaan van Rhijn         | Staatssecretaris             | Sociale Zaken en Volksgezondheid                               | kabinet-Drees II           | 1952-1956 |
| Arie Adriaan van Rhijn         | Staatssecretaris             | Sociale Zaken en Volksgezondheid                               | kabinet-Drees III          | 1956-1959 |
| Piet Muntendam                 | Staatssecretaris             | Sociale Zaken                                                  | kabinet-Drees I            | 1951      |
| Piet Muntendam                 | Staatssecretaris             | Sociale Zaken en Volksgezondheid                               | kabinet-Drees I            | 1951-1952 |
| Piet Muntendam                 | Staatssecretaris             | Sociale Zaken en Volksgezondheid                               | kabinet-Drees II           | 1952-1953 |
| Ferdinand Jan Kranenburg       | Staatssecretaris             | Oorlog                                                         | kabinet-Drees I            | 1951-1952 |
| Ferdinand Jan Kranenburg       | Staatssecretaris             | Oorlog                                                         | kabinet-Drees II           | 1952-1956 |
| Ferdinand Jan Kranenburg       | Staatssecretaris             | Oorlog                                                         | kabinet-Drees III          | 1956-1958 |
| Julius Christiaan van Oven     | Minister                     | Justitie                                                       | kabinet-Drees II           | 1956      |
| Johan van de Kieft             | Minister                     | Financiën                                                      | kabinet-Drees II           | 1952-1956 |
| Ko Suurhoff                    | Minister                     | Sociale Zaken en Volksgezondheid                               | kabinet-Drees II           | 1952-1956 |
| Ko Suurhoff                    | Minister                     | Sociale Zaken en Volksgezondheid                               | kabinet-Drees III          | 1956-1959 |
| Ko Suurhoff                    | Minister                     | Verkeer en Waterstaat                                          | kabinet-Cals               | 1965-1966 |
| Ivo Samkalden                  | Minister                     | Justitie                                                       | Kabinet-Drees III          | 1956-1959 |
| Ivo Samkalden                  | Minister                     | Justitie                                                       | kabinet-Cals               | 1965-1966 |
| Hendrik Jan Hofstra            | Minister                     | Financiën                                                      | kabinet-Drees III          | 1956-1959 |
| Anne Vondeling                 | Minister                     | Landbouw, Visserij en Voedselvoorziening                       | kabinet-Drees III          | 1958-1959 |
| Anne Vondeling                 | Minister                     | Financiën                                                      | kabinet-Cals               | 1965-1966 |
| Meine van Veen                 | Staatssecretaris             | Oorlog                                                         | kabinet-Drees III          | 1958-1959 |
| Joop den Uyl                   | Minister                     | Economische Zaken                                              | kabinet-Cals               | 1965-1966 |
| Joop den Uyl                   | Minister-president           | Algemene Zaken                                                 | kabinet-Den Uyl            | 1973-1977 |
| Joop den Uyl                   | Minister                     | Sociale Zaken en Werkgelegenheid Nederlands-Antilliaanse Zaken | kabinet-Van Agt II         | 1981-1982 |
| Maarten Vrolijk                | Minister                     | Cultuur, Recreatie en Maatschappelijk Werk                     | kabinet-Cals               | 1965-1966 |
| Max van der Stoel              | Staatssecretaris             | Buitenlandse Zaken                                             | kabinet-Cals               | 1965-1966 |
| Max van der Stoel              | Minister                     | Buitenlandse Zaken                                             | kabinet-Den Uyl            | 1973-1977 |
| Max van der Stoel              | Minister                     | Buitenlandse Zaken                                             | kabinet-Van Agt II         | 1981-1982 |
| Theo Westerhout                | Staatssecretaris             | Binnenlandse Zaken                                             | kabinet-Cals               | 1965-1966 |
| Siep Posthumus                 | Staatssecretaris             | Verkeer en Waterstaat                                          | kabinet-Cals               | 1965-1966 |
| Cees Egas                      | Staatssecretaris             | Cultuur, Recreatie en Maatschappelijk Werk                     | kabinet-Cals               | 1965-1966 |
| Jos van Kemenade               | Minister                     | Onderwijs en Wetenschappen                                     | kabinet-Den Uyl            | 1973-1977 |
| Jos van Kemenade               | Minister                     | Onderwijs en Wetenschappen                                     | kabinet-Van Agt II         | 1981-1982 |
| Wim Duisenberg                 | Minister                     | Financiën                                                      | kabinet-Den Uyl            | 1973-1977 |
| Henk Vredeling                 | Minister                     | Defensie                                                       | kabinet-Den Uyl            | 1973-1976 |
| Bram Stemerdink                | Staatssecretaris             | Defensie                                                       | kabinet-Den Uyl            | 1973-1976 |
| Bram Stemerdink                | Minister                     | Defensie                                                       | kabinet-Den Uyl            | 1976-1977 |
| Bram Stemerdink                | Staatssecretaris             | Defensie                                                       | kabinet-Van Agt II         | 1981-1982 |
| Irene Vorrink                  | Minister                     | Volksgezondheid en Milieuhygiëne                               | kabinet-Den Uyl            | 1973-1977 |
| Jan Pronk                      | Minister zonder portefeuille | Ontwikkelingssamenwerking                                      | kabinet-Den Uyl            | 1973-1977 |
| Jan Pronk                      | Minister zonder portefeuille | Ontwikkelingssamenwerking                                      | kabinet-Lubbers III        | 1989-1994 |
| Jan Pronk                      | Minister zonder portefeuille | Ontwikkelingssamenwerking                                      | kabinet-Kok I              | 1994-1998 |
| Jan Pronk                      | Minister                     | Volkshuisvesting, Ruimtelijke Ordening en Milieubeheer         | kabinet-Kok II             | 1998-2002 |
| Wim Polak                      | Staatssecretaris             | Binnenlandse Zaken                                             | kabinet-Den Uyl            | 1973-1977 |
| Ger Klein                      | Staatssecretaris             | Onderwijs en Wetenschappen                                     | kabinet-Den Uyl            | 1973-1977 |
| Jan Schaefer                   | Staatssecretaris             | Volkshuisvesting en Ruimtelijke Ordening                       | kabinet-Den Uyl            | 1973-1977 |
| Marcel van Dam                 | Staatssecretaris             | Volkshuisvesting en Ruimtelijke Ordening                       | kabinet-Den Uyl            | 1973-1977 |
| Marcel van Dam                 | Minister                     | Volkshuisvesting en Ruimtelijke Ordening                       | kabinet-Van Agt II         | 1981-1982 |
| Wim Meijer                     | Staatssectaris               | Cultuur, Recreatie en Maatschappelijk Werk                     | kabinet-Den Uyl            | 1973-1977 |
| Ed van Thijn                   | Minister                     | Binnenlandse Zaken                                             | kabinet-Van Agt II         | 1981-1982 |
| Ed van Thijn                   | Minister                     | Binnenlandse Zaken                                             | kabinet-Lubbers III        | 1994      |
| André van der Louw             | Minister                     | Cultuur, Recreatie en Maatschappelijk Werk                     | kabinet-Van Agt II         | 1981-1982 |
| Saskia Stuiveling              | Staatssecretaris             | Binnenlandse Zaken                                             | kabinet-Van Agt II         | 1981-1982 |
| Hans Kombrink                  | Staatssecretaris             | Financiën                                                      | kabinet-Van Agt II         | 1981-1982 |
| Jaap van der Doef              | Staatssecretaris             | Verkeer en Waterstaat                                          | kabinet-Van Agt II         | 1981-1982 |
| Siepie de Jong                 | Staatssecretaris             | Volkshuisvesting en Ruimtelijke Ordening                       | kabinet-Van Agt II         | 1981-1982 |
| Hedy d'Ancona                  | Staatssecretaris             | Sociale Zaken en Werkgelegenheid                               | kabinet-Van Agt II         | 1981-1982 |
| Hedy d'Ancona                  | Minister                     | Welzijn, Volksgezondheid en Cultuur                            | kabinet-Lubbers III        | 1989-1994 |
| Ien Dales                      | Staatssecretaris             | Sociale Zaken en Werkgelegenheid                               | kabinet-Van Agt II         | 1981-1982 |
| Ien Dales                      | Minister                     | Binnenlandse Zaken                                             | kabinet-Lubbers III        | 1989-1994 |
| Wim Kok                        | Minister                     | Financiën                                                      | kabinet-Lubbers III        | 1989-1994 |
| Wim Kok                        | Minister-president           | Algemene Zaken                                                 | kabinet-Kok I              | 1994-1998 |
| Wim Kok                        | Minister-president           | Algemene Zaken                                                 | kabinet-Kok II             | 1998-2002 |
| Aad Kosto                      | Staatssecretaris             | Justitie                                                       | kabinet-Lubbers III        | 1989-1994 |
| Aad Kosto                      | Minister                     | Justitie                                                       | kabinet-Lubbers III        | 1994      |
| Jo Ritzen                      | Minister                     | Onderwijs en Wetenschappen                                     | kabinet-Lubbers III        | 1989-1994 |
| Jo Ritzen                      | Minister                     | Onderwijs, Cultuur en Wetenschappen                            | kabinet-Kok I              | 1994-1998 |
| Relus ter Beek                 | Minister                     | Defensie                                                       | kabinet-Lubbers III        | 1989-1994 |
| Hans Alders                    | Minister                     | Volkshuisvesting, Ruimtelijke Ordening en Milieu               | kabinet-Lubbers III        | 1989-1994 |
| Piet Dankert                   | Staatssecretaris             | Buitenlandse Zaken                                             | kabinet-Lubbers III        | 1989-1994 |
| Jacques Wallage                | Staatssecretaris             | Onderwijs en Wetenschappen                                     | kabinet-Lubbers III        | 1989-1993 |
| Jacques Wallage                | Staatssecretaris             | Sociale Zaken en Werkgelegenheid                               | kabinet-Lubbers III        | 1993-1994 |
| Roel in 't Veld                | Staatssecretaris             | Onderwijs en Wetenschappen                                     | kabinet-Lubbers III        | 1993      |
| Job Cohen                      | Staatssecretaris             | Onderwijs en Wetenschappen                                     | kabinet-Lubbers III        | 1993-1994 |
| Job Cohen                      | Staatssecretaris             | Justitie                                                       | kabinet-Kok II             | 1998-2000 |
| Hans Simons                    | Staatssecretaris             | Welzijn, Volksgezondheid en Cultuur                            | kabinet-Lubbers III        | 1989-1994 |
| Ad Melkert                     | Minister                     | Sociale Zaken en Werkgelegenheid                               | kabinet-Kok I              | 1994-1998 |
| Margreeth de Boer              | Minister                     | Volkshuisvesting, Ruimtelijke Ordening en Milieubeheer         | kabinet-Kok I              | 1994-1998 |
| Elisabeth Schmitz              | Staatssecretaris             | Justitie                                                       | kabinet-Kok I              | 1994-1998 |
| Tonny van de Vondervoort       | Staatssecretaris             | Binnenlandse Zaken                                             | kabinet-Kok I              | 1994-1998 |
| Willem Vermeend                | Staatssecretaris             | Financiën                                                      | kabinet-Kok I              | 1994-1998 |
| Willem Vermeend                | Staatssecretaris             | Financiën                                                      | kabinet-Kok II             | 1998-2000 |
| Willem Vermeend                | Minister                     | Sociale Zaken en Werkgelegenheid                               | kabinet-Kok II             | 2000-2002 |
| Tineke Netelenbos              | Staatssecretaris             | Onderwijs, Cultuur en Wetenschappen                            | kabinet-Kok I              | 1994-1998 |
| Tineke Netelenbos              | Minister                     | Verkeer en Waterstaat                                          | kabinet-Kok II             | 1998-2002 |
| Anneke van Dok-van Weele       | Staatssecretaris             | Economische Zaken                                              | kabinet-Kok I              | 1994-1998 |
| Bram Peper                     | Minister                     | Binnenlandse Zaken en Koninkrijksrelaties                      | kabinet-Kok II             | 1998-2000 |
| Klaas de Vries                 | Minister                     | Sociale Zaken en Werkgelegenheid                               | kabinet-Kok II             | 1998-2000 |
| Klaas de Vries                 | Minister                     | Binnenlandse Zaken en Koninkrijksrelaties                      | kabinet-Kok II             | 2000-2002 |
| Eveline Herfkens               | Minister zonder portefeuille | Ontwikkelingssamenwerking                                      | kabinet-Kok II             | 1998-2002 |
| Dick Benschop                  | Staatssecretaris             | Buitenlandse Zaken                                             | kabinet-Kok II             | 1998-2002 |
| Ella Kalsbeek                  | Staatssecretaris             | Justitie                                                       | kabinet-Kok II             | 2001-2002 |
| Karin Adelmund                 | Staatssecretaris             | Onderwijs, Cultuur en Wetenschappen                            | kabinet-Kok II             | 1998-2002 |
| Rick van der Ploeg             | Staatssecretaris             | Onderwijs, Cultuur en Wetenschappen                            | kabinet-Kok II             | 1998-2002 |
| Wouter Bos                     | Staatssecretaris             | Financiën                                                      | kabinet-Kok II             | 2000-2002 |
| Wouter Bos                     | Minister                     | Financiën                                                      | kabinet-Balkenende IV      | 2007-2010 |
| Geke Faber                     | Staatssecretaris             | Landbouw, Natuurbeheer en Visserij                             | kabinet-Kok II             | 1998-2002 |
| Margo Vliegenthart             | Staatssecretaris             | Volksgezondheid, Welzijn en Sport                              | kabinet-Kok II             | 1998-2002 |
| Guusje ter Horst               | Minister                     | Binnenlandse Zaken en Koninkrijksrelaties                      | kabinet-Balkenende IV      | 2007-2010 |
| Ronald Plasterk                | Minister                     | Onderwijs, Cultuur en Wetenschap                               | kabinet-Balkenende IV      | 2007-2010 |
| Ronald Plasterk                | Minister                     | Binnenlandse Zaken en Koninkrijksrelaties                      | kabinet-Rutte II           | 2012-2017 |
| Jacqueline Cramer              | Minister                     | Volkshuisvesting, Ruimtelijke Ordening en Milieu               | kabinet-Balkenende IV      | 2007-2010 |
| Bert Koenders                  | Minister                     | Ontwikkelingssamenwerking                                      | kabinet-Balkenende IV      | 2007-2010 |
| Bert Koenders                  | Minister                     | Buitenlandse Zaken                                             | kabinet-Rutte II           | 2014-2017 |
| Ella Vogelaar                  | Minister zonder portefeuille | Wonen, Wijken en Integratie                                    | kabinet-Balkenende IV      | 2007-2008 |
| Nebahat Albayrak               | Staatssecretaris             | Justitie                                                       | kabinet-Balkenende IV      | 2007-2010 |
| Sharon Dijksma                 | Staatssecretaris             | Onderwijs, Cultuur en Wetenschap                               | kabinet-Balkenende IV      | 2007-2010 |
| Sharon Dijksma                 | Staatssecretaris             | Economische Zaken                                              | kabinet-Rutte II           | 2012-2015 |
| Sharon Dijksma                 | Staatssecretaris             | Infrastructuur en Milieu                                       | kabinet-Rutte II           | 2015-2017 |
| Ahmed Aboutaleb                | Staatssecretaris             | Sociale Zaken en Werkgelegenheid                               | kabinet-Balkenende IV      | 2007-2008 |
| Jet Bussemaker                 | Staatssecretaris             | Volksgezondheid, Welzijn en Sport                              | kabinet-Balkenende IV      | 2007-2010 |
| Jet Bussemaker                 | Minister                     | Onderwijs, Cultuur en Wetenschap                               | kabinet-Rutte II           | 2012-2017 |
| Frans Timmermans               | Staatssecretaris             | Buitenlandse Zaken                                             | kabinet-Balkenende IV      | 2007-2010 |
| Frans Timmermans               | Minister                     | Buitenlandse Zaken                                             | kabinet-Rutte II           | 2012-2014 |
| Frank Heemskerk                | Staatssecretaris             | Economische Zaken                                              | kabinet-Balkenende IV      | 2007-2010 |
| Eberhard van der Laan          | Minister zonder portefeuille | Wonen, Wijken en Integratie                                    | kabinet-Balkenende IV      | 2008-2010 |
| Jetta Klijnsma                 | Staatssecretaris             | Sociale Zaken en Werkgelegenheid                               | kabinet-Balkenende IV      | 2008-2010 |
| Jetta Klijnsma                 | Staatssecretaris             | Sociale Zaken en Werkgelegenheid                               | kabinet-Rutte II           | 2012-2017 |
| Lodewijk Asscher               | Minister                     | Sociale Zaken en Werkgelegenheid                               | kabinet-Rutte II           | 2012-2017 |
| Jeroen Dijsselbloem            | Minister                     | Financiën                                                      | kabinet-Rutte II           | 2012-2017 |
| Lilianne Ploumen               | Minister zonder portefeuille | Buitenlandse Handel en Ontwikkelingssamenwerking               | kabinet-Rutte II           | 2012-2017 |
| Co Verdaas                     | Staatssecretaris             | Economische Zaken                                              | kabinet-Rutte II           | 2012      |
| Martin van Rijn                | Staatssecretaris             | Volksgezondheid, Welzijn en Sport                              | kabinet-Rutte II           | 2012-2017 |
| Wilma Mansveld                 | Staatssecretaris             | Infrastructuur en Milieu                                       | kabinet-Rutte II           | 2012-2015 |
| Martijn van Dam                | Staatssecretaris             | Economische Zaken                                              | kabinet-Rutte II           | 2015-2017 |

## Varia
- In 2020 tijdens de coronacrisis was oud-PvdA-staatssecretaris Martin van Rijn tijdelijk minister voor Medische Zorg in kabinet-Rutte III. Deze benoeming vond plaats in overleg met de PvdA, maar omdat de partij niet in het kabinet zat, trad Van Rijn op persoonlijke titel toe. Derhalve is dit niet vermeld in bovenstaande lijst.[1]